# Eddy Sözer
Erdinç „Eddy“ Sözer (* 11. Juli 1968 in Istanbul, Türkei) ist ein türkischer Fußballtrainer. Er war lange Zeit als Co-Trainer von Bruno Labbadia aktiv.

## Kindheit
Eddy Sözer wurde in Istanbul geboren. Er kam im Alter von drei Jahren mit seiner Familie nach Darmstadt.

## Karriere
Als Spieler war Sözer für den SV Darmstadt 98, die SKG Roßdorf, den TSV Pfungstadt und die SKG Ober-Ramstadt aktiv. Als 16-Jähriger zog er sich eine schwere Knöchelverletzung zu. Weil er sich von dieser Verletzung nicht mehr vollkommen erholte und sich weitere Verletzungen zuzog, musste er seine aktive Spielerkarriere im Alter von 21 Jahren beenden. Nachdem er bereits zuvor im Jugendbereich als Trainer gearbeitet hatte, übernahm er direkt nach dem Ende seiner Spielerkarriere erstmals eine Mannschaft im Erwachsenenbereich. Im Februar 1997 wurde er Cheftrainer bei der SKG Roßdorf, die er nach der Saison 2001/02 verließ. Anschließend wurde er Co-Trainer der zweiten Mannschaft des SV Darmstadt 98. Von 2003 bis 2005 trainierte Sözer die U-19 des SV Darmstadt 98, danach übernahm er wieder dessen zweite Mannschaft.
2007 wurde Sözer auf Wunsch des neuen Fürther Cheftrainers Bruno Labbadia, dem vorigen Trainer der ersten Mannschaft des SV Darmstadt 98, Co-Trainer der SpVgg Greuther Fürth in der 2. Bundesliga. Für seinen Wechsel in den Profifußball gab Sözer seine Tätigkeit als Informatikkaufmann auf. Ein Jahr später wechselte er mit Labbadia in die Bundesliga zu Bayer 04 Leverkusen. Damit wurde Sözer nach Özcan Arkoç und Bülent Albayrak der dritte türkische Trainer in der höchsten deutschen Fußballspielklasse. Mit Leverkusen erreichte das Trainerteam 2009 das Pokalfinale.
Nach der Saison 2008/09 schloss sich Sözer mit Labbadia dem Hamburger SV an. Im April 2010 wurden beide vom HSV beurlaubt. Danach hospitierte Sözer beim FC Barcelona.
Im Dezember 2010 übernahm Sözer als Co-Trainer von Labbadia den VfB Stuttgart. Am 30. Januar 2013 verlängerte er seinen Vertrag bei den Stuttgartern bis Ende Juni 2015. Am 26. August 2013 erfolgte die Freistellung.
Als Teilnehmer des 61. Fußballlehrer-Lehrgangs der Hennes-Weisweiler-Akademie erhielt Sözer am 30. März 2015 seine Lizenz als Fußballlehrer und damit die Zulassung als Cheftrainer im Profifußball.
Am 15. April 2015 kehrte Sözer mit Labbadia zum Hamburger SV zurück. Beide wurden am 29. September 2016 erneut vom HSV beurlaubt.
Wieder zusammen mit Labbadia übernahm er am 20. Februar 2018, erneut in seiner Position als Co-Trainer, den VfL Wolfsburg.
Am 13. April 2020 übernahmen Labbadia und Sözer die Bundesligamannschaft von Hertha BSC. Am 24. Januar 2021 wurden beide nach dem 18. Spieltag freigestellt, als die Mannschaft lediglich 2 Punkte Vorsprung auf den Relegationsplatz hatte.